# متفطرة كانيتي
متفطرة كانيتي هو أُصْنوفَة مُسببة للأمراض من مُعَقَّد مُتفطرة سلية، وردت لأول مرة في عام 1969 من قبل عالم الأحياء المجهرية الفرنسي جورج كانيتي، وسُميت على اسمه.